# Wolfgang Piatkowski
Wolfgang Piatkowski OFM (* 19. September 1907 in Ronnenberg als Paul Piatkowski; † 22. April 1945 in der Oberpfalz auf dem Weg in das KZ Flossenbürg) war ein deutscher Laienbruder im Franziskanerorden.

## Leben
Paul Piatkowski absolvierte nach seiner Schulzeit eine kaufmännische Lehre und war in Gehrden, der Nachbarstadt seines Geburtsortes, in seinem Beruf tätig. Am 3. November 1934 trat er in die Thüringische Franziskanerprovinz (Thuringia) ein und war zunächst Terziar. Am 19. März 1935 legte er seine Drittordens-Profess im Kloster Frauenberg in Fulda ab und war in der Missionsverwaltung der Thuringia tätig, wobei ihm seine beruflichen Kenntnisse hilfreich waren. Er wurde dann als Küchengehilfe ins Kloster Watersleyde bei Sittard (Holland) versetzt und kam im Januar 1938 in gleicher Funktion nach Fulda zurück. Sein Ordensname war Wolfgang. Am 19. September 1939 ließ ihn der Orden zum Noviziat im Ersten Orden des heiligen Franziskus zu, jedoch wurde er bald nach Eintritt ins Noviziat zum Kriegsdienst eingezogen.
Als Soldat wurde er in Russland eingesetzt. Aus den Briefen an seine Angehörigen ist seine überzeugte religiöse Grundeinstellung erkennbar. Offenbar wurde er der „Zersetzung der Wehrkraft“ bezichtigt, denn 1943 wurde er vom Unteroffizier zum Pionier degradiert und gehörte zu einer Strafkompanie. Im Juni 1944 lag er wegen Fleckfiebers im Lazarett und wurde im Juli 1944 nach Berlin versetzt, wo er in Gestapohaft genommen wurde. Die Haftbedingungen verschärften sich nach dem Attentat vom 20. Juli 1944. Am 11. Oktober 1944 wurde Wolfgang Piatkowski zu zwei Jahren Zuchthaus verurteilt und am 19. Februar 1945 ins KZ Buchenwald transportiert. Dort erkrankte er, wie bereits einmal in Russland, an Typhus. Am 9. April 1945 wurde er per Zug und zu Fuß ins KZ Flossenbürg transportiert, war jedoch bereits stark entkräftet und wog nur noch 60 Pfund. Die Befreiung des Lagers durch die 3. US-Armee am 23. April erlebte Wolfgang Piatkowski nicht mehr. Es ist unbekannt, ob er an den Folgen der Haft starb oder von der SS erschossen wurde.
Als Todesdatum gilt der 22. April 1945, amtlich für tot erklärt wurde Wolfgang Piatkowski von der Gemeinde Pösing (Oberpfalz) am 7. Dezember 1947.

## Ehrung
Die deutsche Römisch-katholische Kirche hat Bruder Wolfgang als Märtyrer aus der Zeit des Nationalsozialismus in das deutsche Martyrologium des 20. Jahrhunderts aufgenommen.